# Готье (певец)
Ва́утер Андре́ Де Ба́ккер (нидерл. Wouter André De Backer; род. 21 мая 1980, Брюгге, Бельгия), более известный как Готье́ (англ. Gotye), а также как Уо́лтер «Уо́лли» Де Ба́кер (англ. Walter «Wallie» De Backer) — австралийский певец и музыкант-мультиинструменталист бельгийского происхождения.
С 2002 года входит в состав мельбурнской группы The Basics, играющей инди-поп. Он выпустил три сольных студийных альбома Boardface (2003), Like Drawing Blood (2006) и Making Mirrors (2011), а также пластинку ремиксов Mixed Blood (2007).
Готье был несколько раз номинирован на премию ARIA Music Awards и в 2007 году награждён в категории «Лучший певец». В конце 2012 он был номинирован на три «Грэмми», и впоследствии выиграл их.
В 2011 году вышел третий студийный альбом Готье под названием Making Mirrors, второй сингл с которого — «Somebody That I Used to Know», записанный с новозеландской певицей Кимброй, занял первую строчку австралийского хит-парада и получил платиновый сертификат от Австралийской ассоциации звукозаписывающих компаний. Сам альбом также возглавил хит-парад Австралии. В феврале 2012 года дуэт с Кимброй занял первое место в британском хит-параде синглов, а два месяца спустя возглавил и Billboard Hot 100. Также сингл получил две награды «Грэмми» в номинациях «Запись года» и «Лучшее поп-исполнение дуэтом/группой».
Готье в чарте Alternative Songs стал первым в истории рок-солистом, кто возглавлял его 10 недель (другие рекорды в этом чарте принадлежат только группам).
Клип на песню «Somebody That I Used to Know» на YouTube набрал более 2 миллиардов просмотров.

## Дискография
Студийные альбомы
- Boardface (2003)
- Like Drawing Blood (2006)
- Making Mirrors (2011)